# Лонгбранч (Вашингтон)
Лонгбранч (англ. Longbranch) — переписна місцевість (CDP) в США, в окрузі Пірс штату Вашингтон. Населення — 4141 особа (2020).

## Географія
Лонгбранч розташований за координатами 47°13′34″ пн. ш. 122°46′0″ зх. д. / 47.22611° пн. ш. 122.76667° зх. д. (47.226027, -122.766723).  За даними Бюро перепису населення США в 2010 році переписна місцевість мала площу 52,65 км², з яких 51,83 км² — суходіл та 0,82 км² — водойми.

## Демографія
Згідно з переписом 2010 року, у переписній місцевості мешкали 3784 особи в 1492 домогосподарствах у складі 1039 родин. Густота населення становила 72 особи/км².  Було 1983 помешкання (38/км²).
Расовий склад населення:
| - 90,3 % — білих - 1,7 % — корінних американців - 1,6 % — азіатів - 1,0 % — чорних або афроамериканців - 0,3 % — вихідців з тихоокеанських островів |

До двох чи більше рас належало 4,3 %. Частка іспаномовних становила 3,8 % від усіх жителів.
За віковим діапазоном населення розподілялося таким чином: 22,1 % — особи молодші 18 років, 63,3 % — особи у віці 18—64 років, 14,6 % — особи у віці 65 років та старші. Медіана віку мешканця становила 43,5 року. На 100 осіб жіночої статі у переписній місцевості припадало 100,0 чоловіків;  на 100 жінок у віці від 18 років та старших — 99,2 чоловіків також старших 18 років.
Середній дохід на одне домашнє господарство  становив 59 296 доларів США (медіана — 50 870), а середній дохід на одну сім'ю — 61 508 доларів (медіана — 51 849). Медіана доходів становила 51 719 доларів для чоловіків та 48 383 долари для жінок. За межею бідності перебувало 14,2 % осіб, у тому числі 10,2 % дітей у віці до 18 років та 0,0 % осіб у віці 65 років та старших.
Цивільне працевлаштоване населення становило 1094 особи. Основні галузі зайнятості: науковці, спеціалісти, менеджери — 16,6 %, освіта, охорона здоров'я та соціальна допомога — 13,0 %, роздрібна торгівля — 12,0 %, будівництво — 11,6 %.